# Cynthia Dunsford
Cynthia Dunsford (née le 22 mai 1962 à Moncton au Nouveau-Brunswick) est une ancienne politicienne canadienne. Elle était une députée qui représente la circonscription de Stratford-Kinlock à l'Assemblée législative de l'Île-du-Prince-Édouard à l'élection du lundi 28 mai 2007 jusqu'elle fut défaite par le progressiste-conservateur James Aylward lors de l'élection du lundi 3 octobre 2011.